# Microsciurus
Microsciurus là một chi động vật có vú trong họ Sóc, bộ Gặm nhấm. Chi này được J. A. Allen miêu tả năm 1895. Loài điển hình của chi này là Sciurus alfari J. A. Allen, 1895.

## Các loài
Chi này gồm các loài:
- Microsciurus alfari, (Allen, 1895), Costa Rica, Nicaragua, Panama, bắc Colombia.
- Microsciurus mimulus, (Thomas, 1898), Ecuador, Colombia, Panama.
- Microsciurus flaviventer, (Gray, 1867), västra Amazonområdet.
- Microsciurus santanderensis, (Hernández-Camacho, 1957), trung Colombia.